# Mnesipenthe tostaria
Mnesipenthe tostaria là một loài bướm đêm trong họ Geometridae.